# Xã Woodward, Quận Wells, Bắc Dakota
Xã Woodward (tiếng Anh: Woodward Township) là một xã thuộc quận Wells, tiểu bang Bắc Dakota, Hoa Kỳ. Năm 2010, dân số của xã này là 22 người.